# Lega sannitica

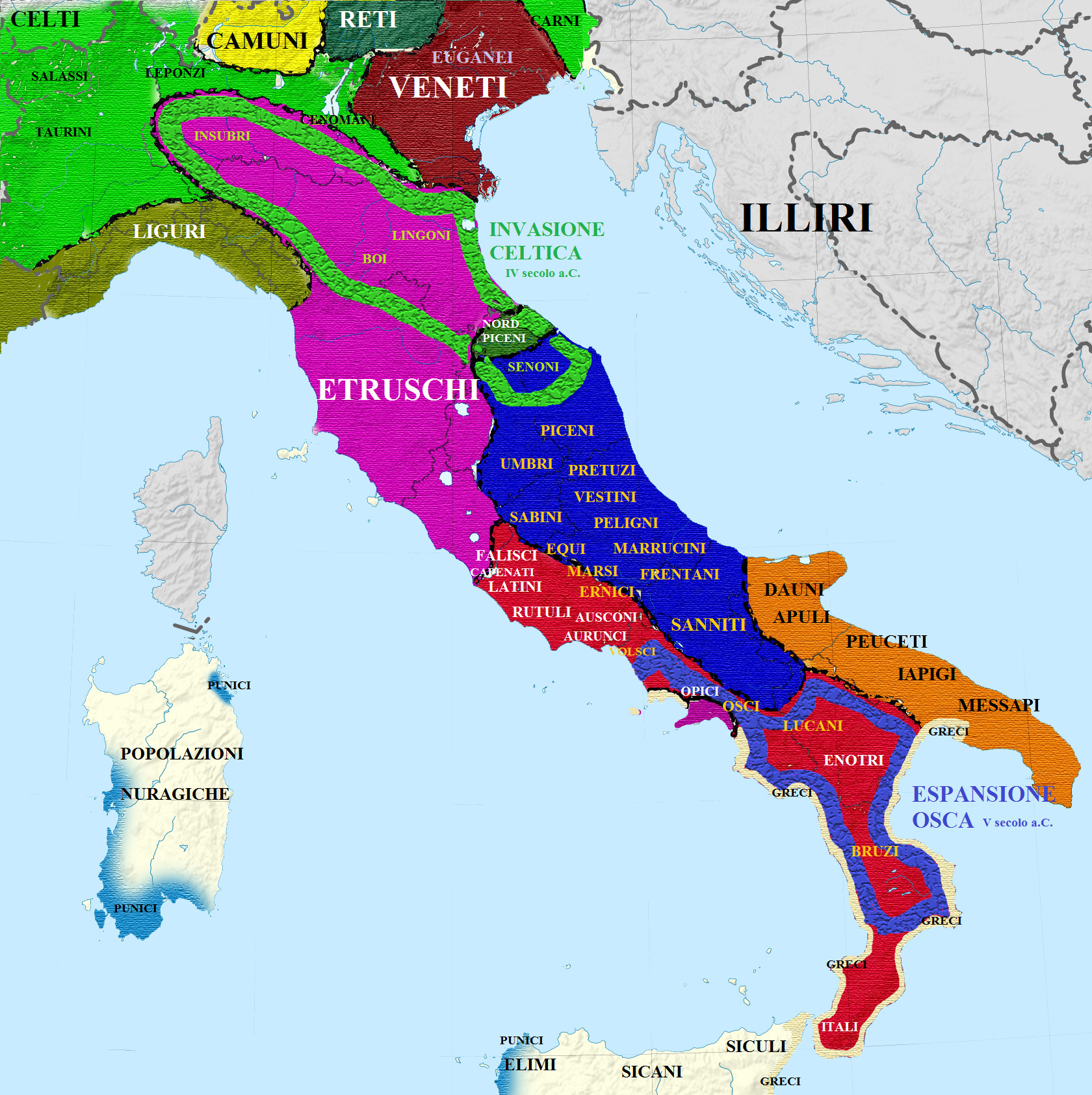
L'Italia pre-romana

La Lega sannitica era una confederazione che, tra la fine del IV e gli inizi del III secolo a.C., riuniva le principali tribù sannitiche per fronteggiare la minaccia portata loro dall'espansionismo dei Romani. 
Membri permanenti della Lega erano le tribù dei: Caudini, Irpini, Pentri e Carricini. Nel momento di massima espansione anche i Frentani ne erano membri a pieno diritto.
L'insieme dei popoli sanniti, il Touto, si riunì così in questa Lega, che costituiva un'entità governativa, militare e anche religiosa, che univa ancor più le varie popolazioni con lo scopo di resistere alla pressione romana. A capo della Lega era posto un "consiglio" guidato da un magistrato, il meddix tuticus, che aveva come fine quello di decidere sulle varie strategie da adottare in caso di guerra.